# Shirur
Shirur è una città dell'India di 27.000 abitanti, situata nel distretto di Pune, nello stato federato del Maharashtra. In base al numero di abitanti la città rientra nella classe III (da 20.000 a 49.999 persone).

## Geografia fisica
La città è situata a 18° 51' 47 N e 74° 22' 57 E.

## Società

### Evoluzione demografica
Al censimento del 2001 la popolazione di Shirur assommava a 27.000 persone, delle quali 14.065 maschi e 12.935 femmine. I bambini di età inferiore o uguale ai sei anni assommavano a 3.611, dei quali 1.941 maschi e 1.670 femmine. Infine, coloro che erano in grado di saper almeno leggere e scrivere erano 19.326, dei quali 10.843 maschi e 8.483 femmine.